# Сибрук Фармс (Њу Џерзи)
Сибрук Фармс (енгл. Seabrook Farms) насељено је место без административног статуса у америчкој савезној држави Њу Џерзи.

## Демографија
По попису из 2010. године број становника је 1.484, што је 235 (-13,7%) становника мање него 2000. године.
| Група             | 2000.       | 2010.       |
| Белци             | 516 (30,0%) | 420 (28,3%) |
| Афроамериканци    | 932 (54,2%) | 661 (44,5%) |
| Азијати           | 35 (2,0%)   | 17 (1,1%)   |
| Хиспаноамериканци | 222 (12,9%) | 319 (21,5%) |
| Укупно            | 1.719       | 1.484       |